# ويليام تيري كوتش
ويليام تيري كوتش (بالإنجليزية: William Terry Couch)‏ هو محرر أمريكي، ولد في 1901، وتوفي في 1989.